# 전기 불꽃

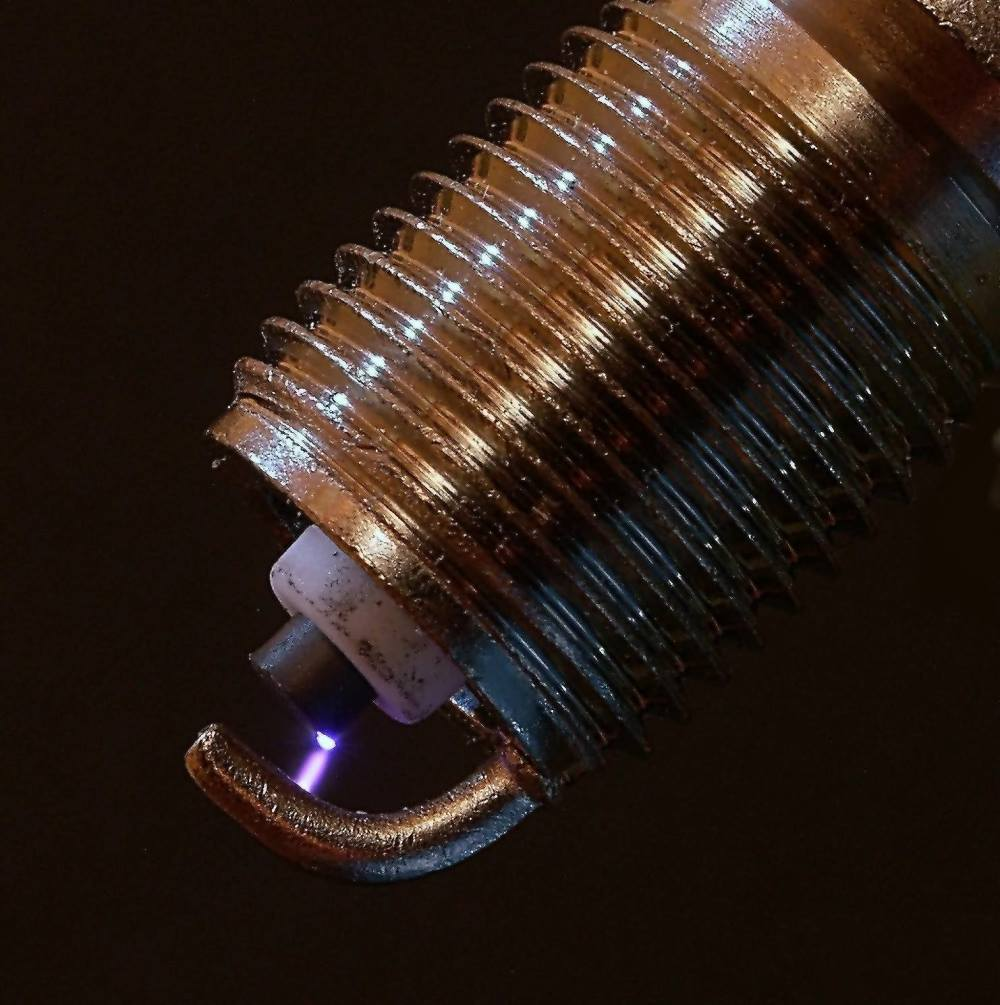
전기 불꽃 방전

전기 불꽃은 충분히 많은 전계가 일반적으로 절연성 매체를 통해 이온화된 전기 전도성 채널, 공기, 다른 가스 또는 가스 혼합물을 생성할 때 발생하는 급격한 전기 방전이다. 마이클 패러데이는 이 현상을 "일반적인 전기 방전에 빛이 비치는 아름다운 섬광"이라고 묘사했다. 
비전도성에서 전도성 상태의 신속한 전환은 빛의 짧은 방출과 날카로운 균열 또는 딱딱거리는 소리를 생성한다. 힘을 가한 전기장이 중간 매개체의 절연파괴 강도를 초과할 때 불꽃이 생성된다.

## 역사

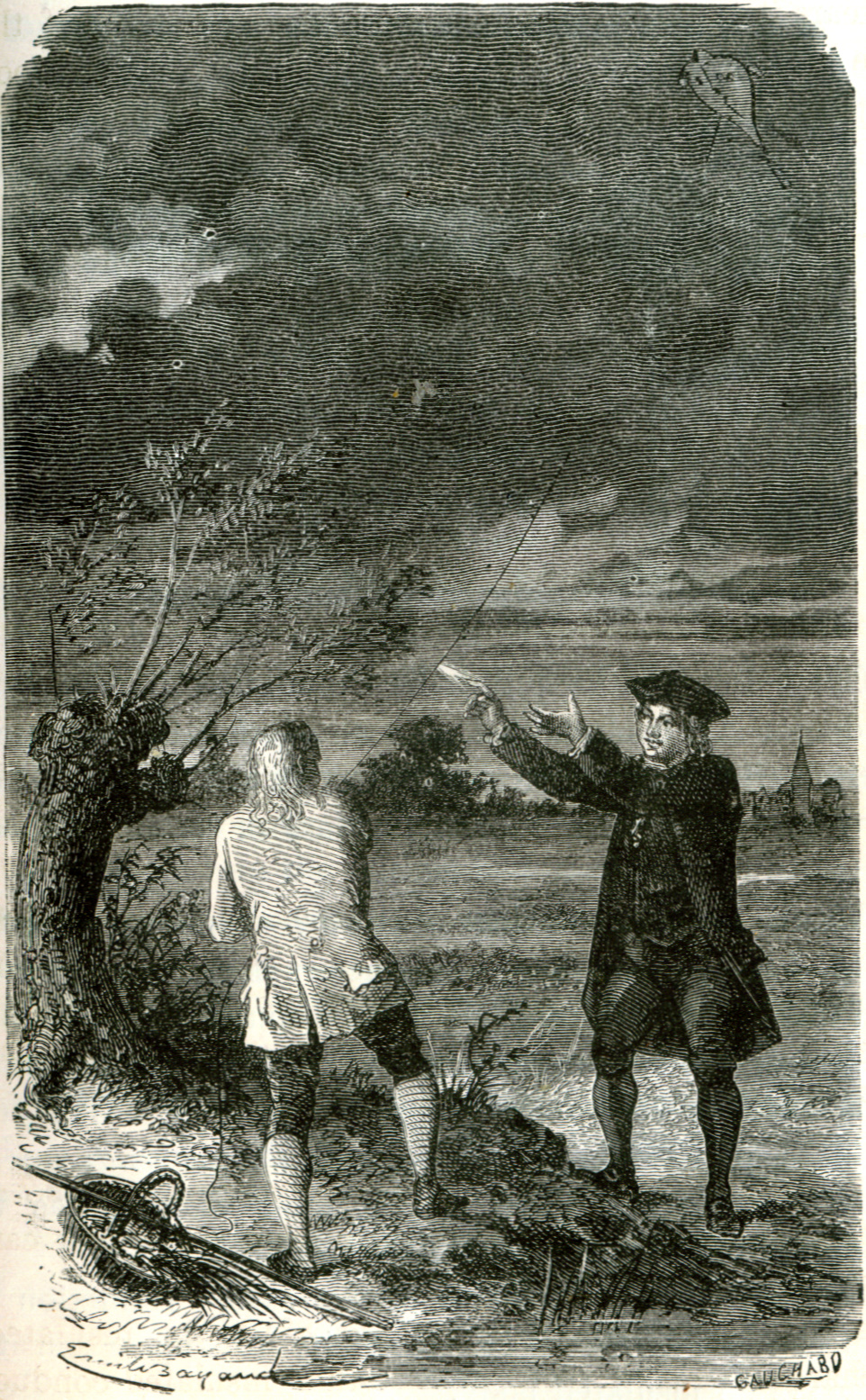

기원전 600년경, 그리스의 철학자 탈레스는 천을 문지르고 다른 물건을 끌어당겨서 불꽃을 생성할 때 황색이 전기가 될 수 있다는 것을 발견했다. 1671년에, 라이프니츠는 불꽃이 전기적인 현상과 관련이 있음을 발견했다. 1708년에 사무엘 월은 불꽃을 생성하기 위해 황색 천으로 문질러서 실험을 실시했다. 1752년에 토마스 달리바르드와 벤저민 프랭클린은 번개와 전기가 동일하다는 것을 독립적으로 입증했다. 프랭클린의 유명한 연 실험에서, 그는 천둥 번개가 치는 동안 구름에서 불꽃을 성공적으로 추출했다. 

## 같이 보기
- 코로나 방전
- 절연파괴
- 정전기